# Géo André
Georges Ivan André, detto Géo (Parigi, 13 agosto 1889 – Biserta, 4 maggio 1943), è stato un atleta, rugbista a 15, ingegnere, inventore e giornalista sportivo che rappresentò la Francia ai Giochi olimpici nella corsa piana e a ostacoli, e a livello internazionale nel rugby nel ruolo di tre quarti ala. Dopo la fine dell'attività agonistica fu giornalista sportivo e morì nel 1943 in Tunisia durante la seconda guerra mondiale da soldato dei Corpi Franchi d'Africa al seguito delle truppe alleate.

## Biografia
Studente in ingegneria elettrotecnica e aerospaziale, André brevettò un modello di lavastoviglie nei primi anni del Novecento; entrò nella polisportiva Stade Français di Parigi, tesserandosi alle sezioni di atletica leggera e rugby a 15.
Prima della Grande Guerra disputò 7 incontri per la Nazionale francese di rugby; durante il conflitto fu pilota di caccia e cadde prigioniero dei tedeschi, detenuto nel campo di Soltau; tornato alla vita civile partecipò ad altre due edizioni dei Giochi olimpici; dal 1927 fu giornalista sportivo.
Ripiegato in Algeria durante il secondo conflitto, si arruolò nei corpi franchi di fanteria dell'Africa al seguito delle Forze alleate, e fu ucciso in combattimento nel maggio 1943 a 53 anni.

### Carriera nell'atletica
André prese parte a quattro edizioni dei Giochi olimpici: la prima fu a Londra nel 1908 a 18 anni, nel corso della quale conquistò la medaglia d'argento nel salto in alto e si piazzò al quinto posto nel salto in alto da fermo; quattro anni più tardi, Stoccolma, giunse sedicesimo nel salto in lungo da fermo, ventiduesimo nel pentathlon, eliminato in semifinale dei 110 metri ostacoli e prese parte alle gare di salto in alto e salto in alto da fermo, per le quali non fu registrata la posizione in classifica.
Dopo la guerra, nel 1920, fu ad Anversa, dove vinse la medaglia di bronzo nella staffetta 4×400 metri con la squadra francese composta, oltre che da lui stesso, da Gaston Féry, Maurice Delvart e André Devaux, fu quarto nei 400 metri ostacoli e partecipò alla gara dei 400 metri piani, concludendo con l'eliminazione in semifinale; infine, nel 1924 a Parigi, fu il lettore del giuramento olimpico e il portabandiera della squadra francese, oltre a classificarsi quarto nei 400 metri ostacoli.

#### Risultati olimpici
| Anno | Manifestazione  | Sede      | Evento                  | Risultato     | Prestazione | Note  |
| ---- | --------------- | --------- | ----------------------- | ------------- | ----------- | ----- |
| 1908 | Giochi olimpici | Londra    | Salto in alto           | Argento       | 1,88 m      |       |
| 1908 | Giochi olimpici | Londra    | Salto in alto da fermo  | 5º            | 1,47 m      |       |
| 1912 | Giochi olimpici | Stoccolma | 110 metri ostacoli      | elim. semif.  | n/d         |       |
| 1912 | Giochi olimpici | Stoccolma | Salto in alto           | -             | 1,70 m      |       |
| 1912 | Giochi olimpici | Stoccolma | Salto in alto da fermo  | -             | 1,45 m      |       |
| 1912 | Giochi olimpici | Stoccolma | Salto in lungo da fermo | 16º           | 3,02 m      |       |
| 1912 | Giochi olimpici | Stoccolma | Pentathlon              | 22º           | n/d         |       |
| 1912 | Giochi olimpici | Stoccolma | Decathlon               | dnf           | dnf         |       |
| 1920 | Giochi olimpici | Anversa   | 400 metri               | elim. qualif. | 50"5        | [ 1 ] |
| 1920 | Giochi olimpici | Anversa   | 400 metri ostacoli      | 4º            | 54"8        | [ 1 ] |
| 1920 | Giochi olimpici | Anversa   | Staffetta 4×400 metri   | Bronzo        | 3'23"5      | [ 1 ] |
| 1924 | Giochi olimpici | Parigi    | 400 metri ostacoli      | 4º            | 56"2        |       |

### Carriera nel rugby a 15
Tra il 1906 e il 1908, nel periodo in cui praticò atletica per lo Stade français, militò anche nella relativa squadra di rugby, con cui vinse il titolo di campione di Francia nel 1907-08, l'ultima stagione in tale club; successivamente passò al Racing Club de France, altra compagine polisportiva parigina, in cui militò fino al 1927.
Prima della Grande Guerra esordì per la Francia nel gennaio 1913 a Bordeaux durante il tour in Europa della Nazionale sudafricana: André si mise in luce marcando 2 punti nell'incontro perso 5-38 dai francesi contro gli Springbok; successivamente prese parte a tre incontri del Cinque Nazioni 1913 e ad altrettanti del 1914, i suoi ultimi: furono 7 in totale gli incontri internazionali, con 11 punti, frutto di 3 mete e un calcio di trasformazione.
Arruolatosi come pilota durante la guerra, fu assegnato a un reparto nello Champagne: lì, venuto in contatto con l'ex giocatore e arbitro Henri Amand (primo internazionale della storia del rugby francese), organizzò nel 1915 un incontro di rugby su un improvvisato campo di gioco che aveva una trincea come linea laterale; fu, in assoluto, l'ultimo incontro di Amand, già quarantaduenne, anche se la partita non vide mai la fine perché fu interrotta dal fuoco tedesco.
Ritornato alla vita civile, continuò a gareggiare per il Racing Club fino al 1927, quando smise l'attività sportiva a 38 anni.

### Post carriera sportiva
Già dal 1918, al ritorno dalla guerra, André svolgeva la professione di giornalista sportivo, attività durante la quale collaborò per varie testate: il Miroir des sports, L'Excelsior, L'Intransigeant e La Vie au grand air; fu, anche, dirigente sportivo del Racing Club de France e si batté, invano, affinché alla Germania hitleriana non fossero concesse le Olimpiadi di Berlino del 1936.
Con lo scoppio della seconda guerra mondiale, e la caduta della Francia centro-settentrionale sotto il governo fantoccio di Vichy, André prese il volo insieme a suo figlio da Lézignan, sui Pirenei, verso Algeri, dove si trovavano truppe fedeli alla Francia libera; lì fu poco dopo raggiunto anche dalla figlia Christiane (1911-2014), anch'essa atleta e dirigente sportivo militare; sia lui che i figli parteciparono alla guerra contro i tedeschi.
Arruolatosi nei Corpi Franchi d'Africa, il 4 maggio 1943, durante la battaglia per la riconquista di Tunisi, fu ucciso in un'imboscata nei dintorni di Biserta, in Tunisia.
Al suo nome è intitolato l'impianto polifunzionale “Géo-André” di Parigi in rue du Commandant Guilbaud, sede della polisportiva Stade Français; altre città di Francia hanno stadi e impianti a suo nome, come Reims, La Courneuve, Le Grand-Quevilly (Rouen), Calais e altre.

## Record nazionali
- 110 metri ostacoli: 15"8 (1908); 15"4 (1922)
- 400 metri ostacoli: 57"0 (1913, 1920); 56"0 (1920); 55"6 (1920)
- Salto in alto: 1,79 m (1907); 1,80 m (1908); 1,885 m (1908)
- Staffetta 4×100 metri: 3'24"0 (1922) con André Devaux, Gaston Féry e P. Metzelard

## Palmarès

### Rugby a 15
- Campionati francesi: 1
Stade français: 1907-08